# Палацо-парковий комплекс садиби Заботіних
Палацо-парковий комплекс садиби Заботіних — маєток, що складається з палацу у неоготичному стилі, збудованого у 1901 році, та прилеглої території. Розташований у селі Мала Ростівка, Оратівської селищної громади Вінницького району Вінницької області. Пам'ятка архітектури місцевого значення, охоронний номер 040296/0.

## Історія садиби
Вважається, що замовником спорудження і власником садиби був російський генерал Заботін.. Оскільки про генерала Заботіна практично немає інформації, ані про те, як він опинився на Вінниччині, існують версії про інших замовників (одного з двох генералів Заботкіних). Проте один з них помер у 1894 році, інший став генералом лише у 1917 році. Ймовірно, власником садиби таки міг бути генерал Іван Олександрович Заботін, 1853 року народження, який вийшов у відставку у 1906 році або Олександр Дмитрович Заботкін, уродженець Миколаєва, на час будівництва палацу був у чині штабс-капітана. 

Палац огортають легенди та чутки. Наприклад, що цеглу для будівництва споруди привозили з Польщі. Місцеві мешканці розповідають, що у 1990-х палац придбав невідомий широкому загалу український підприємець і розпочав там ремонт, проте згодом роботи припинилися. На фасаді палацу є напис з електричної гірлянди «Центр реабілітації», проте достеменно невідомо, що це за центр та чи діяв він взагалі. Є версії, що в палаці збираються масонські ложі, бо всередині стоїть «трон магістра», а також стіл зі стільцями з високими спинками .

## Архітектура та оздоблення
Палац виконаний у неоготичному стилі. Його прикрашають статуї Діани (Артеміди) та скульптури левів. Існує версія, що вони були встановлені значно пізніше від дати спорудження палацу . Наразі палац та навколишня територія охайні та доглянуті. Знаходяться у приміщенні представники кришнаїзму , .

## Галерея

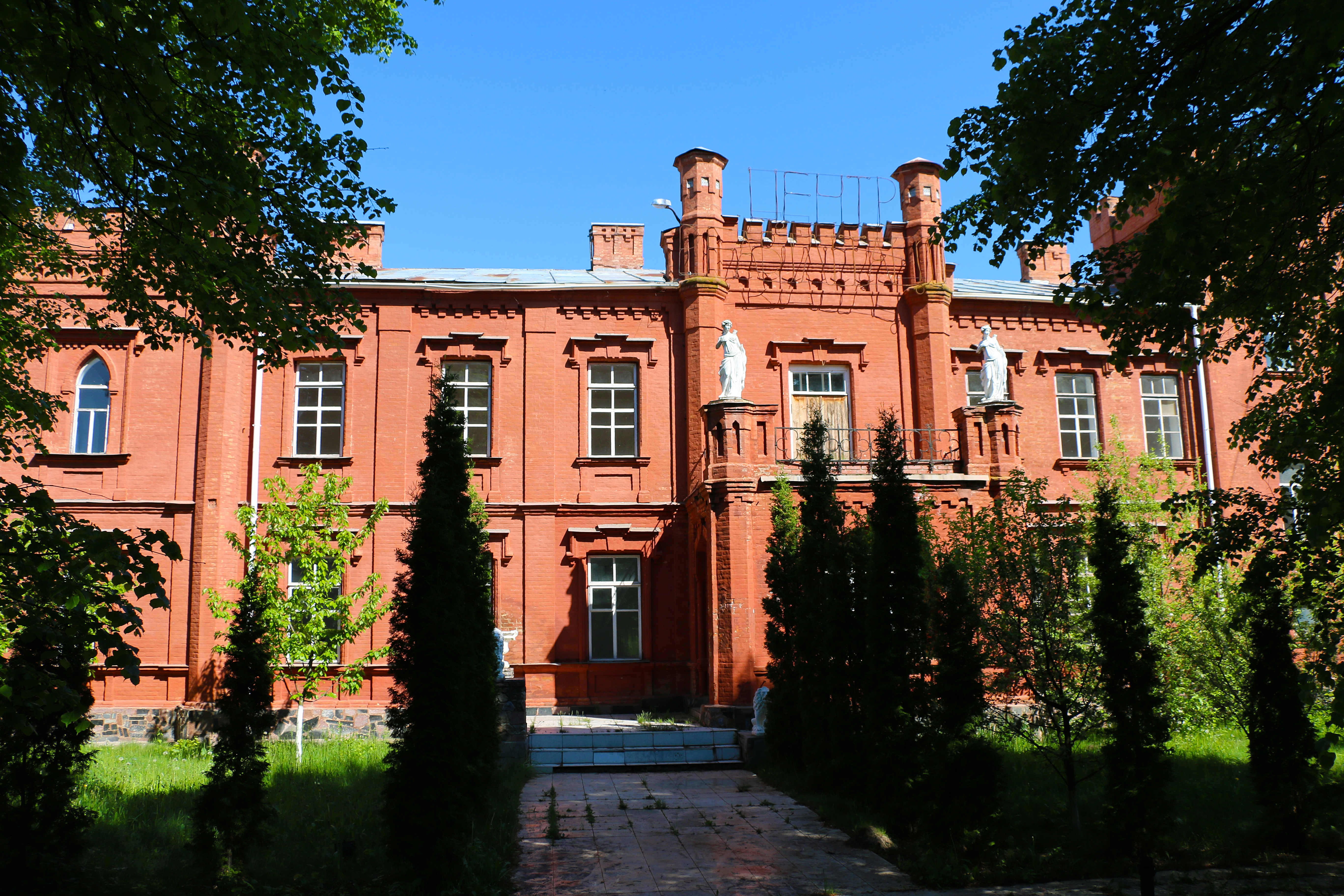
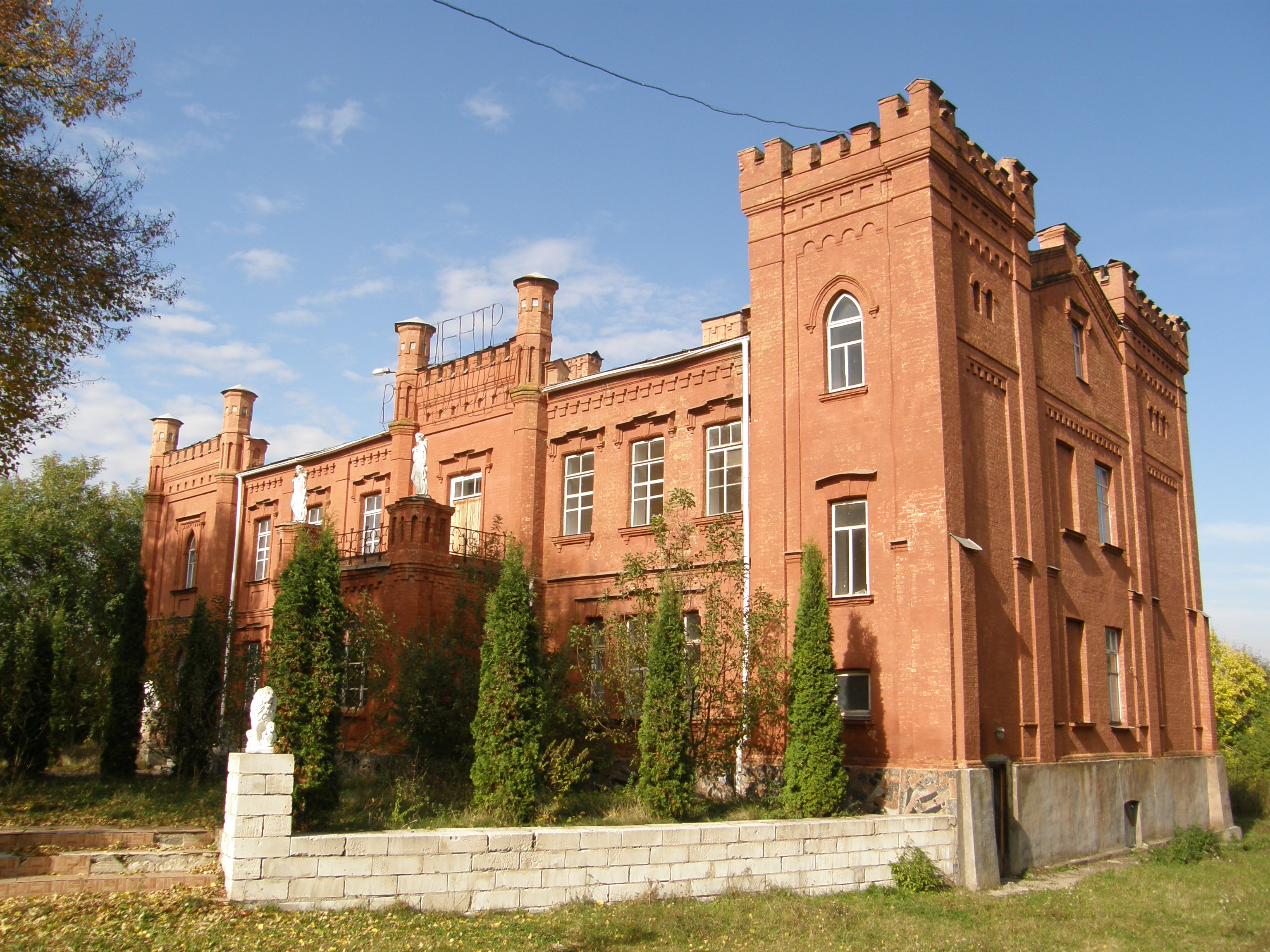
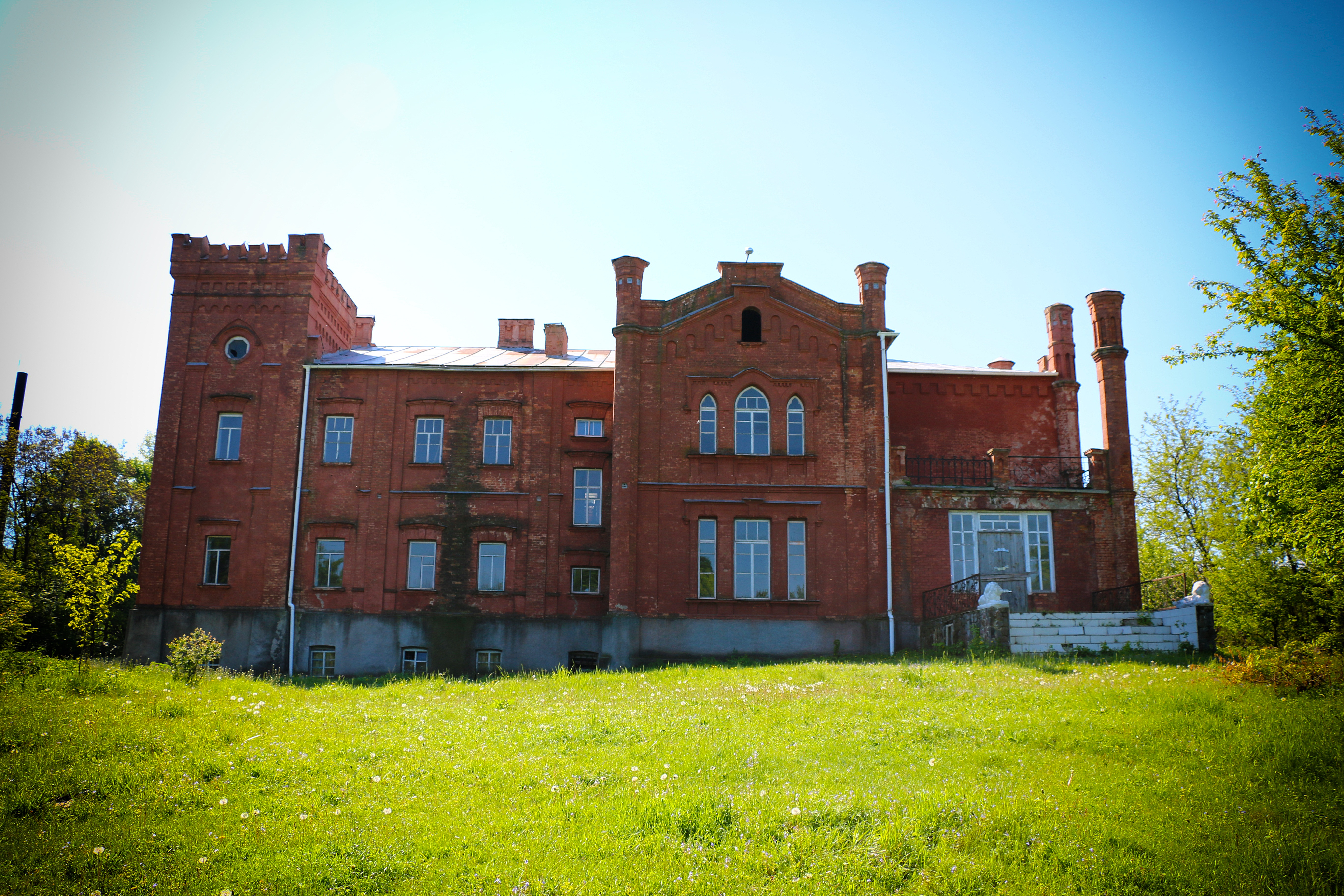
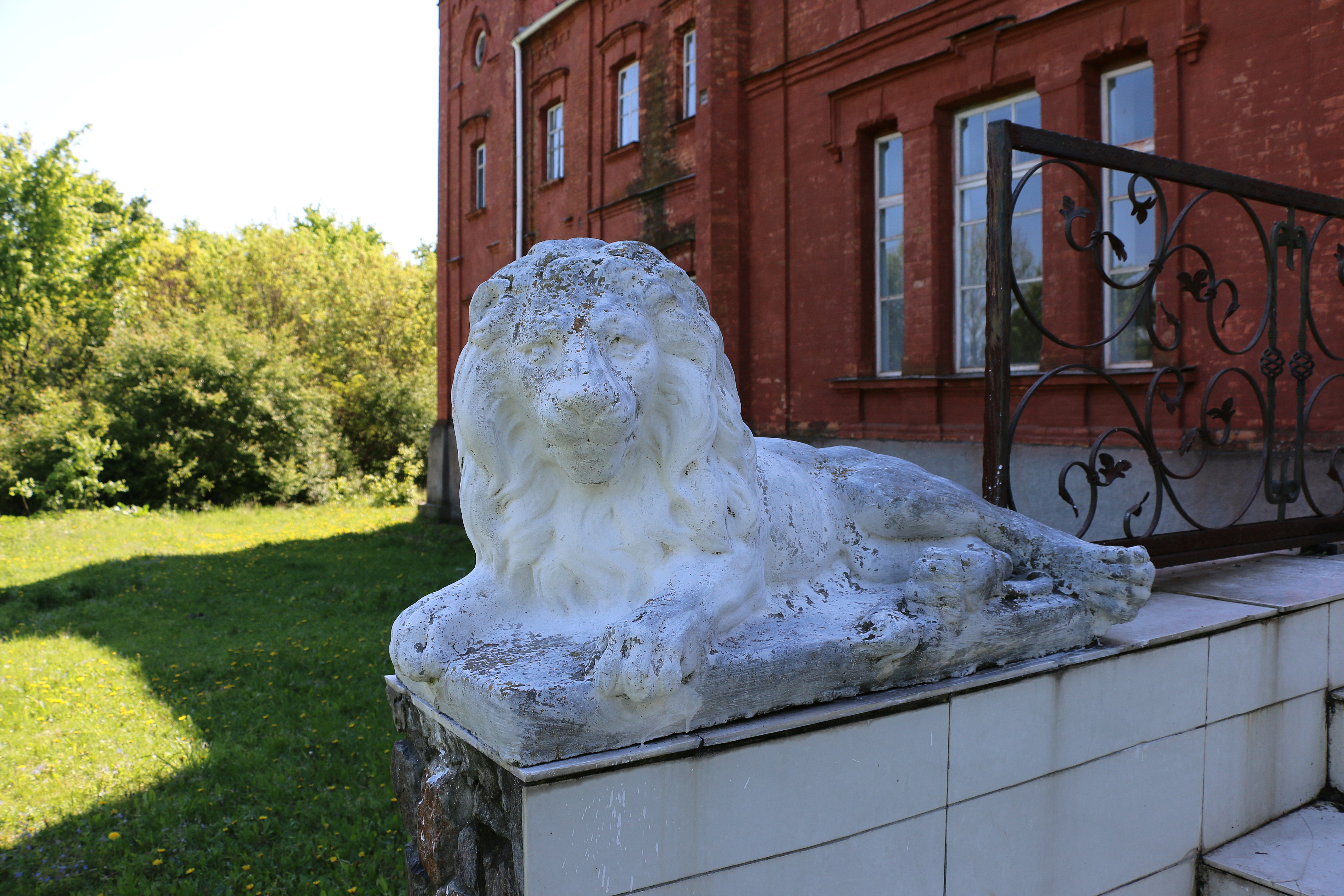
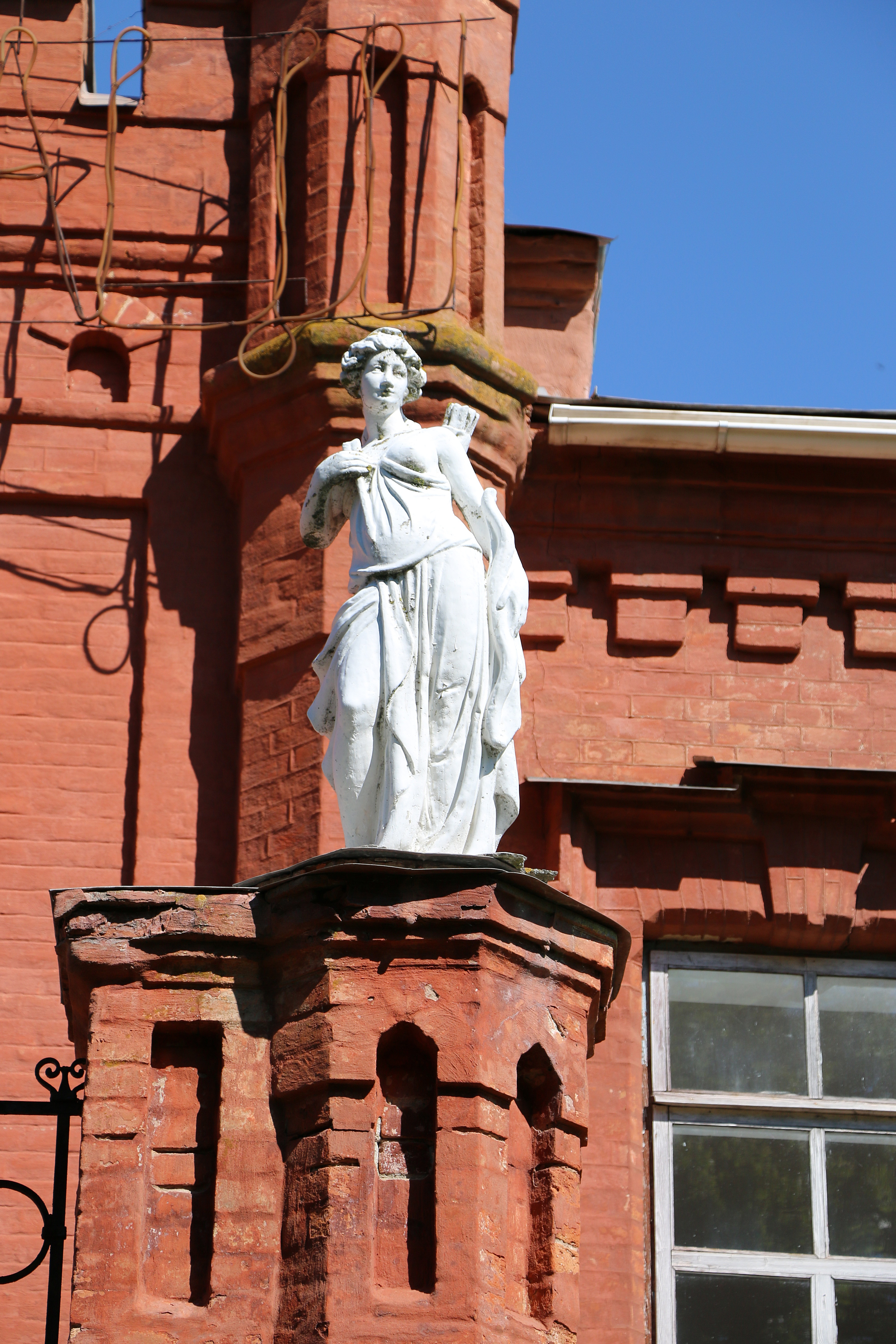
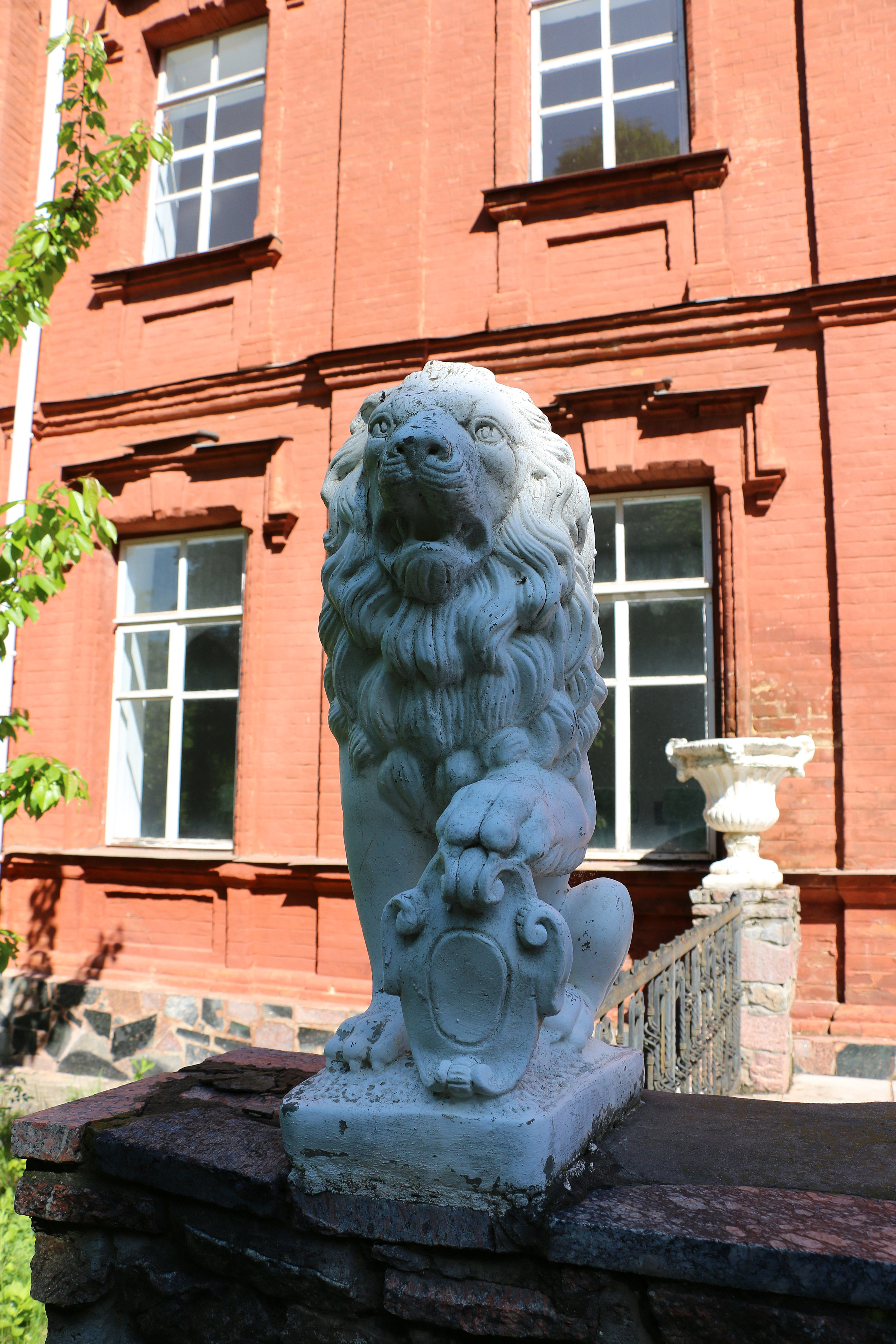